# Умм-Наасан
Умм-Наасан (араб. جزيرة أم النعسان‎, рус. Сонный остров) — четвёртый по площади остров государства Бахрейн. Административно относится к Северной мухафазе.

## География, описание
Пустынный остров Умм-Наасан расположен в 2,5 километрах к северо-западу от основного острова страны, в 16,5 километрах к западу от Умм-Наасана находится государство Саудовская Аравия (город Эль-Хубар). Сам остров имеет условно прямоугольную форму, вытянут с севера на юг на 5,5 километров, с запада на восток — на 4 километра, его площадь составляет около 20 км², длина береговой линии — 19 километров, высшая точка расположена на отметке 3 метра над уровнем моря. По переписи 2010 года на острове постоянно проживали 10 человек, по оценкам 2014 года он необитаем. Остров является частной собственностью короля Бахрейна Хамада ибн Исы Аль Халифа и доступ обычным гражданам на него закрыт (уголовно наказуем).
Через северную часть острова проходит Мост короля Фахда, соединяющий Саудовскую Аравию и Бахрейн, вдоль него высажены сады площадью около 0,3 км², среди них стоит один из трёх находящихся на острове дворцов короля. Два других, более скромных, дворца расположены в юго-западной и южной частях острова. В западной части острова также разбит сад площадью около 0,7 км², там обустроена крохотная деревня, жители которой заботятся о немногочисленных животных острова. Помимо моста, остров пересекают две автодороги частного пользования длиной 5 и 3 километра, соединяющие резиденции короля.
На острове водятся несколько интродуцированных гарн.